# Điều kiện Marshall-Lerner
Điều kiện Marshall-Lerner phát biểu rằng, để cho việc phá giá tiền tệ có tác động tích cực tới cán cân thanh toán, thì giá trị tuyệt đối của tổng hai độ co dãn theo giá cả của xuất khẩu và độ co giãn theo giá cả của nhập khẩu phải lớn hơn 1. Điều kiện này đặt theo tên của hai học giả kinh tế đã phát hiện ra nó, đó là Alfred Marshall và Abba Lerner.
Phá giá dẫn tới giảm giá hàng xuất khẩu định danh bằng ngoại tệ, do đó nhu cầu đối với hàng xuất khẩu (ngoại nhu) tăng lên. Đồng thời, giá hàng nhập khẩu định danh bằng nội tệ trở nên cao hơn, làm giảm nhu cầu đối với hàng nhập khẩu.
Hiệu quả ròng của phá giá đối với cán cân thanh toán tùy thuộc vào các độ co giãn theo giá. Nếu hàng xuất khẩu co giãn theo giá, thì tỷ lệ tăng lượng cầu về hàng hóa sẽ lớn hơn tỷ lệ giảm giá; do đó, kim ngạch xuất khẩu sẽ tăng. Tương tự, nếu hàng nhập khẩu co giãn theo giá, thì chi cho nhập khẩu hàng hóa sẽ giảm. Cả hai điều này đều góp phần cải thiện cán cân thanh toán.
Nghiên cứu thực nghiệm cho thấy, hàng hóa thường không co giãn theo giá cả trong ngắn hạn, bởi vì thói quên tiêu dùng của người ta không thể thay đổi dễ dàng. Do đó, điều kiện Marshall-Lerner không được đáp ứng, dẫn tới việc phá giá tiền tệ chỉ làm cho cán cân thanh toán trong ngắn hạn xấu đi. Trong dài hạn, khi người tiêu dùng đã điều chỉnh thói quen tiêu dùng của mình theo giá mới, cán cân thanh toán mới được cải thiện.

## Diễn đạt bằng toán
Phương trình tính toán cán cân thanh toán có dạng như sau:
{\displaystyle B=Xp-M\ }
trong đó {\displaystyle B} là cán cân thanh toán, {\displaystyle X} là khối lượng xuất khẩu, {\displaystyle M} là chi tiêu cho nhập khẩu, và {\displaystyle p} là mức giá quốc tế.
Phá giá tiền tệ sẽ cải thiện cán cân thanh toán khi:
{\displaystyle {\frac {dB}{dp}}<0}
Giả định rằng độ và độ co giãn của nhập khẩu {\displaystyle Em} theo giá cả không đổi, bất đẳng thức trên có thể viết thành:
{\displaystyle 1+Ex-Em{\frac {M}{pX}}<0}
Nếu cán cân thanh toán ban đầu bằng 0, {\displaystyle M=pX}, thì
{\displaystyle 1+Ex-Em\ <0}
{\displaystyle |Ex|+|Em|>1\ }
Chú ý là trong quá trình tính toán trên, chúng ta luôn giả định rằng thu nhập khả dụng của người tiêu dùng không thay đổi theo giá cả.